# Katolická liga (Francie)
Katolická liga, někdy také Svatá liga či Svatá unie (francouzsky Ligue catholique, Sainte Ligue) byla aliance francouzské katolické šlechty, která usilovala o potlačení či vyhlazení hugenotů a jednou ze stran v hugenotských válkách. Jejím zakladatelem a až do svého zavraždění vůdčí postavou byl Jindřich I. de Guise.

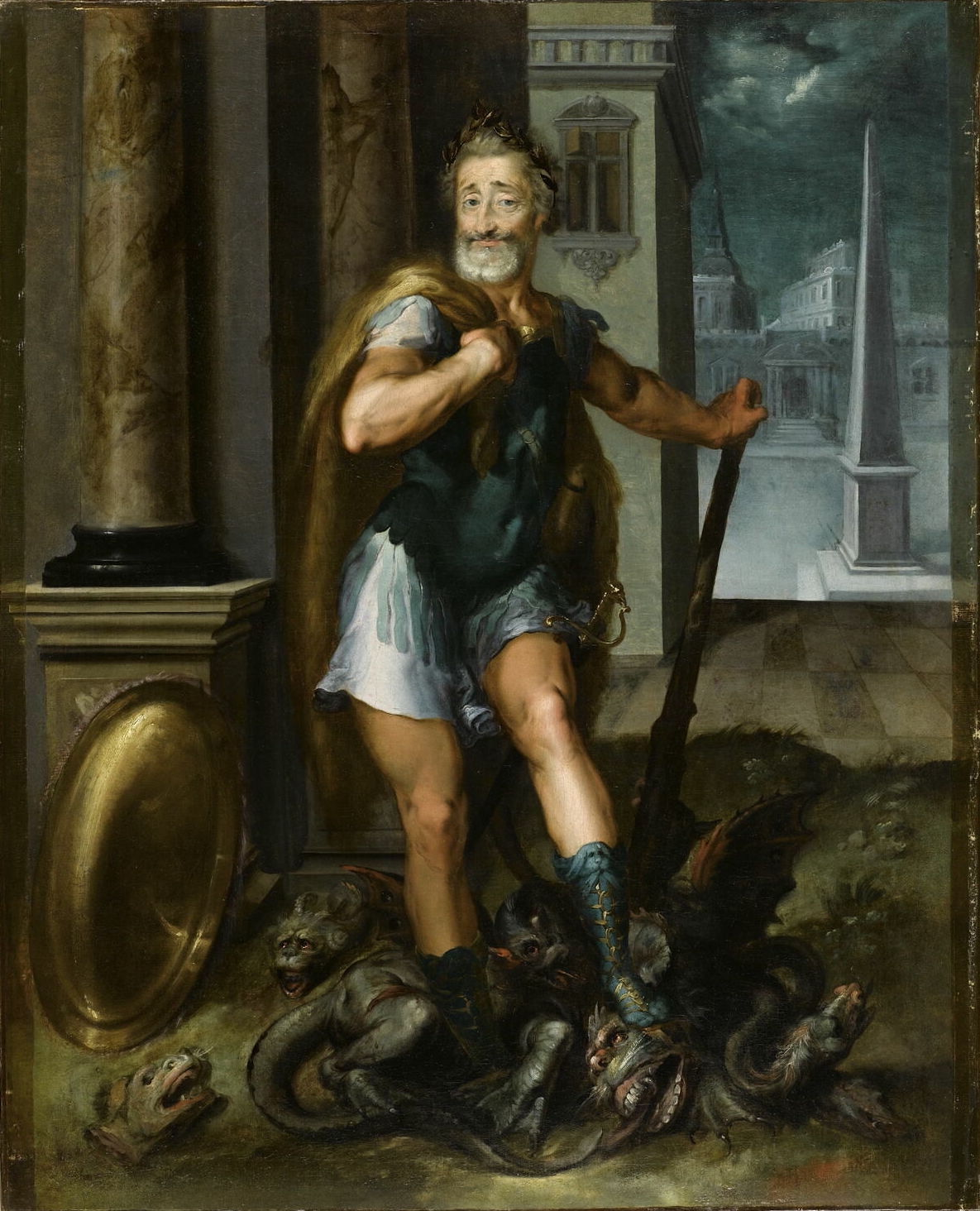
Jindřich VI. jako Hercules stínající hlavy lernské Hydry (Katolické ligy)